# International Society of Blood Transfusion

Logo der ISBT

Die International Society of Blood Transfusion (ISBT) (englisch für Internationale Gesellschaft für Bluttransfusion) ist eine 1935 gegründete wissenschaftliche Gesellschaft, die sich der Forschung zu Bluttransfusionen widmet und darüber informiert, wie Blutttransfusionsmedizin den Patienteninteressen am besten dienen kann. Der Sitz der Gesellschaft ist in Amsterdam in den Niederlanden. Der Präsident von 2024 bis 2026 ist Pierre Tiberghien. Die Gesellschaft gibt die wissenschaftliche Fachzeitschrift Vox Sanguinis und das Mitgliedermagazin Transfusion Today (englisch für Transfusion heute) heraus und veranstaltet alle zwei Jahre eine internationale Fachtagung. 1981 entwarf sie einen Ethikcode für Bluttransfusionen, der seitdem überarbeitet wurde. Sie entwickelte auch den globalen Standard ISBT 128 zur Identifikation und Auszeichnung von und zum Informationsaustausch über medizinische Produkte menschlichen Ursprungs wie Blut, Zellen, Gewebe, Milch und Organen. Dieser wird von der gemeinnützigen Gesellschaft International Council for Commonality in Blood Banking Automation (ICCBBA, englisch für Internationaler Rat für Einheitlichkeit in Blutbankautomation) mit Sitz in den USA verwaltet.

## Externe Seiten
- Offizielle Seite